# Scotch Cup 1963
Der Scotch Cup 1963 war die 5. Austragung des Curling-Turniers und wurde vom 13. bis 15. März des Jahres in der schottischen Stadt Perth im Perth Ice Rink veranstaltet. Der Pokalwettbewerb trägt heute den Status der Curling-Weltmeisterschaft der Herren.
Der Scotch Cup wurde in einem Rundenturnier (Round Robin) zwischen den Mannschaften aus Schottland, Kanada, den Vereinigten Staaten und Schweden ausgespielt. Die Spiele wurden auf zwölf Ends angesetzt.
Kanada konnte auch den fünften Scotch Cup für sich entscheiden.

## Teilnehmende Nationen
| Kanada | Schottland                                                                                                  | Schweden | Vereinigte Staaten                                                                                         |
| --- | --- | --- | --- |
| Regina CC, Regina, SK Skip: Ernie Richardson Third: Arnold Richardson Second: Garnet Richardson Lead: Wes Richardson | Kilgraston & Moncrieffe CC, Perth Skip: Chuck Hay Third: John Bryden Second: Alan Glen Lead: Jimmy Hamilton | Åredalens CK, Åre Skip: John-Allan Månsson Third: Curt Jonsson Second: Gustav Larsson Lead: Magnus Berge Ersatz: Sven A. Eklund | Detroit CC, Detroit, MI Skip: Mike Slyziuk Third: Nelson Brown Second: Ernie Slyziuk Lead: Walter Hubchick |

## Tabelle der Round Robin
| Platz | Team               | Spiele | Siege | Ndlg. |
| ----- | ------------------ | ------ | ----- | ----- |
| 1.    | Kanada             | 6      | 5     | 1     |
| 2.    | Schottland         | 6      | 3     | 3     |
| 3.    | Vereinigte Staaten | 6      | 3     | 3     |
| 4.    | Schweden           | 6      | 1     | 5     |

## Ergebnisse der Round Robin

### Runde 1
| Begegnung                   | Resultat |
| --------------------------- | -------- |
| Vereinigte Staaten – Kanada | 7:6      |

| Begegnung             | Resultat |
| --------------------- | -------- |
| Schottland – Schweden | 15:4     |

### Runde 2
| Begegnung                       | Resultat |
| ------------------------------- | -------- |
| Vereinigte Staaten – Schottland | 9:7      |

| Begegnung         | Resultat |
| ----------------- | -------- |
| Kanada – Schweden | 22:4     |

### Runde 3
| Begegnung           | Resultat |
| ------------------- | -------- |
| Kanada – Schottland | 8:7      |

| Begegnung                     | Resultat |
| ----------------------------- | -------- |
| Vereinigte Staaten – Schweden | 18:3     |

### Runde 4
| Begegnung         | Resultat |
| ----------------- | -------- |
| Kanada – Schweden | 14:8     |

| Begegnung                       | Resultat |
| ------------------------------- | -------- |
| Schottland – Vereinigte Staaten | 10:8     |

### Runde 5
| Begegnung                   | Resultat |
| --------------------------- | -------- |
| Kanada – Vereinigte Staaten | 13:6     |

| Begegnung             | Resultat |
| --------------------- | -------- |
| Schottland – Schweden | 19:5     |

### Runde 6
| Begegnung           | Resultat |
| ------------------- | -------- |
| Kanada – Schottland | 11:6     |

| Begegnung                     | Resultat |
| ----------------------------- | -------- |
| Schweden – Vereinigte Staaten | 10:6     |

## Endstand
| Platz | Land               |
| ----- | ------------------ |
| 1     | Kanada             |
| 2     | Schottland         |
| 3     | Vereinigte Staaten |
| 4     | Schweden           |